# 世界ウチナーンチュ紀行
『世界ウチナーンチュ紀行』（せかいウチナーンチュきこう）は沖縄テレビ放送に於いて、1985年に『沖縄発われら地球人』（おきなわはつわれらちきゅうじん）のタイトルで放送を開始し、その後も2004年まで継続して放送された、ウチナンチュ（沖縄人）を世界各地に取材した紀行番組である。
沖縄テレビとの資本関係がある琉球新報は、このドキュメンタリーが始まる前年の1984年に「世界のウチナンチュ」を取材した長期連載（2年間掲載）を開始したが、その当時、沖縄テレビ放送のアナウンサーとして活躍した前原信一は、この取材記事に感銘を覚え、1900年のハワイへの移住をはじめとして、世界各地、特にアメリカ大陸を中心に広まった「世界のウチナンチュ」の研究・取材をライフワークとするようになり、自らが企画して1985年から毎週1回・30分によるドキュメンタリー番組として『沖縄発われら地球人』の放送を開始、1995年の改題を挟み、19年間にわたって世界各地のウチナンチュを取材した。
前原はその後も、2011年に定年退職後、同じく琉球新報や沖縄テレビとも資本・報道協定の関係を持っているラジオ沖縄において、『ワールド・ウチナーンチュ』を日曜日夕方に生放送し、これまでの取材から得た、様々な世界のウチナンチュたちの生き様や、今の生き方などを披露している。